# Medaglia per l'annessione della Bosnia-Herchegovina
La medaglia per l'annessione della Bosnia-Herchegovina fu una medaglia commemorativa creata nell'ambito dell'Impero austro-ungarico.

## Storia
La medaglia venne istituita nel 1909 per commemorare l'annessione della Bosnia-Herchegovina all'Impero austro-ungarico, avvenuta l'anno precedente.

## Insegna
La medaglia consisteva in un disco di bronzo riportante sul diritto il volto i Francesco Giuseppe I d'Austria rivolto verso destra ed attorniato dalla legenda con la titolatura imperiale. Sul retro la decorazione presentava lo stemma della Bosnia-Herchegovina come provincia imperiale (uno scudo riportante un braccio armato uscente da destra tenente una sciabola alla turca), attorniato da motivi a foglie ed affiancato dalle scritte "DIE V OCT." (Il giorno 5 ottobre) e "MCMVIII" (1908). Sotto lo scudo si trova un cartiglio riportante la scritta "IN MEMORIAM".
Il nastro della medaglia era bipartito di giallo e rosso.